# آرز کن گاندولس
آزر کن گاندولس ترکیبی از برنج، نخود کفتری و گوشت خوک است که در یک قابلمه با سوفریتو پخته می‌شود. این غذای ملی پورتوریکو است که به همراه گوشت خوک کبابی سرو می‌شود.